# رشک (فیلم ۱۹۱۵)
رشک (ایتالیایی: Gelosia) یک فیلم صامت سیاه‌وسفید کوتاه محصول سینمای ایتالیا به کارگردانی آگوستو جنینا است که در سال ۱۹۱۵ منتشر شد.